# Blut und Boden

Logo del "Reichsministerium für Ernährung und Landwirtschaft" (Ministero per l'alimentazione e l'agricoltura).

Il sintagma tedesco Blut und Boden (traducibile in «sangue e suolo», «sangue e terra») è uno slogan parte dell’ideologia denominata omonimamente che divenne parte di quella nazionalsocialista e fu ideata da colui che dal 1933 al '42 sarà il ministro all'alimentazione e agricoltura del governo nazista: Richard Walther Darré.
Darré usava il termine Blut ("sangue") come richiamo alle sue teorie razziste e Boden ("suolo") alle sue teorie sull'agricoltura. Riteneva i contadini la base della società tedesca e la spina dorsale di quella che per lui era la razza nordica; affermando che «l'anima tedesca con il suo calore è radicata nell'agricoltura ed in senso reale da questa si sviluppa». Asseriva che, tramite l’attuazione di determinate riforme, una nuova nobiltà sarebbe sorta e, nuovamente spina dorsale della nazione tedesca, sarebbe divenuta fonte di dirigenti aggressivi. Ossia quella che per Darré sarebbe stata un’élite nordica basata sulla purezza del sangue invece che sull’artificiosa distinzione della ricchezza.
Lo slogan oltre a ricorrere spesso negli scritti di Darré — il titolo stesso d'uno di questi, composto nel 1929, è  Neuadel aus Blut und Boden (traducibile "nuova nobiltà dal sangue e dal suolo") — diede anche il nome alla casa editrice omonima e, dal '34, al periodico, tramite questa pubblicato, Odal. Monattschrift für Blut un Boden ("Odal. Mensile per il sangue e il suolo", fondato dall’allora ministro nazista nel 1933 inizialmente col nome di Deutsche Agrarpolitik. Monatsschrift für Deutsches Bauerntum - “Politica agraria tedesca. Mensile per i contadini tedeschi”). L’ideologia fu adottata anche dalle frange banderiste dell’Organizzazione dei Nazionalisti Ucraini (OUN-B) che dall'aprile 1941 iniziarono a usare la bandiera dai colori rosso e nero a simbolizzare il Blut und Boden.
È impiegato per indicare romanticamente i criteri di appartenenza del popolo tedesco alla propria nazione. La formula ha origine giuridica, derivando dalla combinazione dei criteri dello ius sanguinis (ereditarietà della cittadinanza) e dello ius soli (cittadinanza acquisita in base al luogo di nascita). Nonostante il concetto di Blut und Boden sia precedente all'ascesa del movimento nazionalsocialista in Germania, esso è stato largamente utilizzato da Adolf Hitler e Joseph Goebbels nei discorsi di propaganda nella Germania nazista per fornire le direttive delle basi su cui avrebbe dovuto sorgere il corpus giuridico, sociale e razziale tedesco, ovvero su un rapporto armonioso tra il popolo tedesco e il suolo della Grossdeutschland.